# Jackie Robinson
Jack Roosevelt "Jackie" Robinson (Cairo, 31 de janeiro de 1919 – Stamford, 24 de outubro de 1972) foi um jogador de beisebol norte-americano. Ele foi o primeiro jogador afro-americano da Major League Baseball na era moderna. No dia 15 de abril de 1947, Jackie Robinson rompeu a "linha de cor" no beisebol americano.

## Biografia

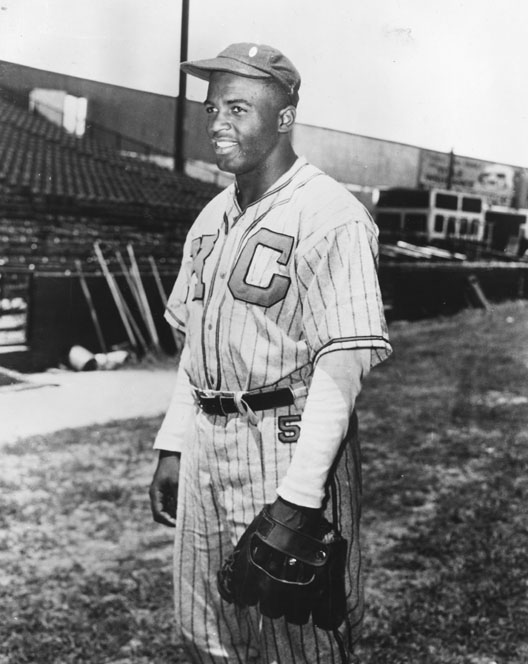
Robinson pelo Kansas City Monarchs.

A Liga de Beisebol Americana foi criada em 1869, 4 anos após o fim da Guerra Civil. Desde então, os jogadores negros tinham seus próprios clubes e ligas, enquanto que a mais famosa competição do esporte, a Major League, era composta apenas por atletas brancos. Este quadro se manteve até Jackie Robinson, um atleta negro vindo da Geórgia, assinar com o Brooklyn Dodgers.
Robinson jogou seu primeiro jogo com os Dodgers em 15 de abril de 1947, no campo de Ebbets Field. Nesta ocasião, compareceu uma multidão de 26 mil pessoas, sendo mais da metade de negros que foram apoiá-lo. Porém, durante seus primeiros anos de carreira, Robinson sofreu com sórdidos atos de ódio racista e ressentimento de torcidas, de equipes adversárias, e até mesmo de alguns companheiros.
Em alguns jogos, além das vaias chegou mesmo a ser ferido, o atleta e sua família também chegaram a ser ameaçados caso não se retirasse da Major League. Contudo, com ajuda de alguns companheiros, de dirigentes dos Dodgers e de sua força e paixão pelo esporte se manteve até 1956 jogando.
O homem que trouxe Robinson do Kansas City e que foi um dos que mais apoiaram Jackie, foi o dirigente e o gerente geral do Brooklyn Dodgers, Branch Rickey. Ele, um homem de respeito, branco e muito religioso queria acabar de uma vez por todas com o racismo no beisebol, pois achava que os atletas negros eram os melhores no esporte que ele amava.
Não apenas jogou, mas se destacou entre os melhores jogadores de beisebol dos Estados Unidos, fato que abriu caminho para muitos outros atletas negros no esporte. Robinson jogou em seis World Series e foi peça fundamental para a vitória dos Dodgers no Campeonato de 1955. Foi seis vezes consecutivas para o All-Star Games, de 1949 a 1954, por fim, ganhou o título de "National League Most Valuable Player", isto é, o jogador mais valioso da Liga Nacional na temporada de 1949.

## O Número 42 aposentado e o "Jackie Robinson Day"

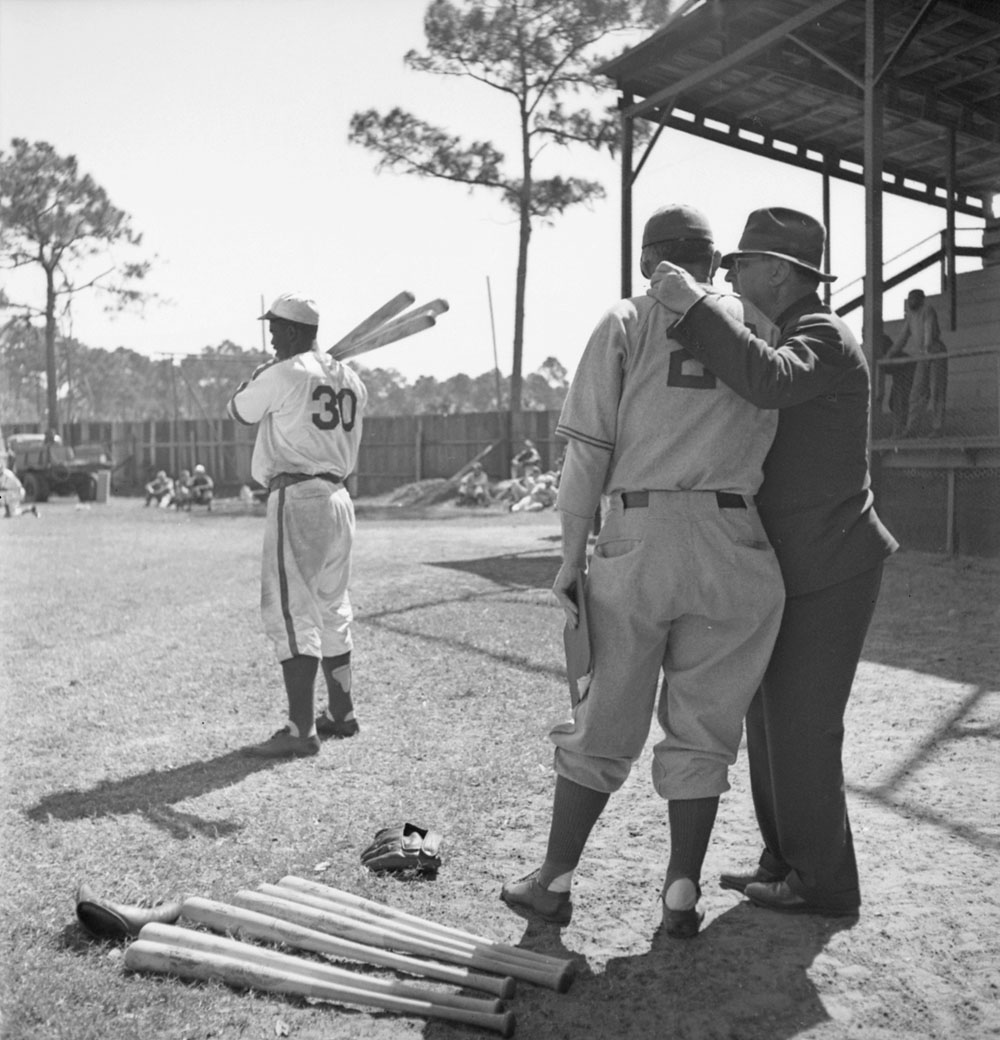
Robinson (30), pelo Montreal Royals.

Em 1962 ingressou no Hall da Fama do Beisebol. Mais significativo ainda, em 1997 a Major League aposentou o seu número de uniforme, N° "42", em todas as equipes da liga principal, ele foi o primeiro atleta profissional, em qualquer esporte a receber tamanha honraria.
Iniciado em 15 de abril de 2004, adotou-se o "Jackie Robinson Day" data onde todos os jogadores de todas as equipes usam o N° 42 - ideia inspirada na frase de um de seus companheiros de time quando este falou: "Quem sabe amanhã todos usemos 42, para que ninguém mais consiga nos diferenciar". O dia 15 de abril foi a data de estréia de Jackie na Major League pelo Brooklyn Dodgers.
Antes de muitos movimentos pelos direitos civis dos afro-americanos, Jackie Robinson fez história na luta contra o racismo e a segregação contra os negros nos EUA usando o esporte como um meio importante para esta conquista.

## Morte e funeral
Robinson perdeu o filho, Jackie Robinson Jr. em um acidente de carro em 17 de junho de 1971. Seu filho estava recuperado da dependência química de drogas, quando morreu aos 24 anos de idade. Após o filho ficar um bom tempo no tratamento, o próprio Jackie tornou-se um forte lutador contra todo o tipo de droga.
Robinson tinha muitas complicações com doenças cardíacas e estava muito enfraquecido por causa de diabetes, o que fez dele cego por um tempo. Em 24 de outubro de 1972 ele morreu, vítima de um ataque cardíaco, que aconteceu na casa do ídolo americano em Stamford, o ídolo máximo do baseball morreu aos 53 anos de idade.

### Funeral e enterro
Seu funeral aconteceu no dia 27 de outubro de 1972 na Riverside Church, em Nova York e atraiu 2 500 enlutados. Muitos de seus ex-companheiros de equipe e outros jogadores do Beisebol famosos carregaram seu caixão. Dezenas de milhares de pessoas acompanharam seu cortejo até o Cypress Hills Cemetery, passando pela avenida que tem o seu nome, a Jackie Robinson Parkway. Ele está enterrado ao lado do filho e da madrasta, Zellee Isum.

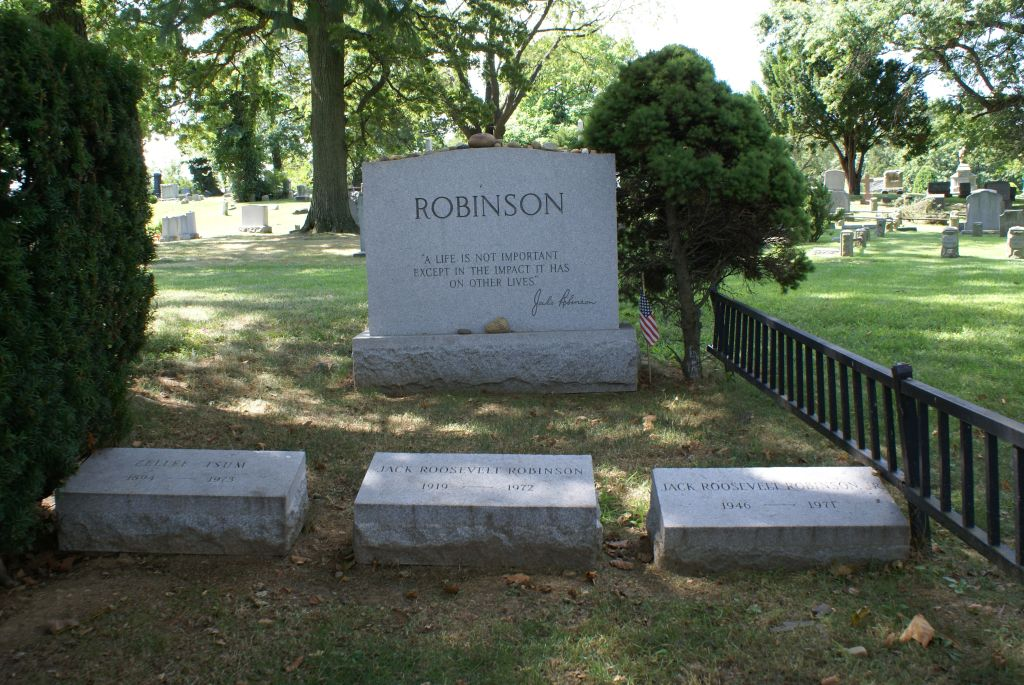
Túmulos (da esquerda para a direita) de: Zellee Isum (madrasta de Robinson), Jackie Robinson e seu filho mais velho, Jackie Robinson Jr.

### Família e Fundação
Logo após sua morte, a viúva de Jackie, Rachel Robinson criou a Fundação Jackie Robinson. A fundação oferece bolsas de estudo para jovens de classes baixas que esperam cursar o ensino superior e também tem como objetivo preservar o legado do Hall da Fama do Beisebol. Em 15 de abril de 2008, Rachel anunciou que, em 2010, a fundação vai abrir um museu dedicado ao seu ídolo.
A filha de Robinson, Sharon Robinson, tornou-se uma parceira, educadora, diretora de programação educativa da MLB e foi autora de dois livros sobre o pai. O filho mais novo de Jack, David Robinson, tem seis filhos, é um cafeicultor e ativista social na Tanzânia.

## Prêmios, homenagens e reconhecimento

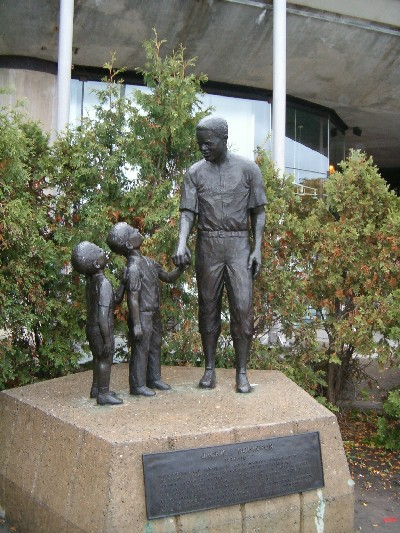
Estátua de Robinson na entrada do Estádio Olímpico que era sede de seu antigo clube, o Montreal Royals.

Segundo uma pesquisa realizada em 1947, Jackie Robinson foi o segundo homem mais popular do país, atrás apenas do ator espanhol, Bing Crosby.
Em 1999, ele entrou para a Lista das 100 pessoas mais influentes do século XX da revista Time.
Também em 1999, foi classificado com o número 44, pela revista Sporting News nos 100 melhores jogadores do Beisebol na sua posição de Segunda-base. Por muitos jornalistas esportivos, ele é considerado o melhor jogador de Beisebol de todos os tempos. Molefi Keti Asante, estudioso, incluiu Jackie na sua lista dos 100 maiores afro-americanos. Robinson também foi homenageado pelo Serviço Postal do Estados Unidos em três selos postais, em separado, em 1982, 1999 e 2000.
A Major League Baseball honrou Jackie Robinson várias vezes após sua morte. Em 1987, tanto a Liga Nacional quanto a Liga Americana renomearam o prêmio que era chamado de 'Major League Rookie of the Year Award, passou a chamar-se Jackie Robinson Award, pois Jackie foi o primeiro vencedor do prêmio, o mesmo é concedido a revelação da temporada no beisebol.
Em 15 de abril de 1997 a MLB retirou o número "42" de todos os jogadores que a usavam de todos os times. Foi a primeira vez que qualquer número de camisa tinha sido aposentado durante uma das quatro grandes ligas esportivas americanas de todos os esportes no mundo. Em 2007, a MLB autorizou que somente no dia 15 de abril permitiria que todos os jogadores usassem a camisa de número "42", virou uma celebração anual chamada de "Jackie Robinson Day" (Dia de Jackie Robinson). Todos os jogadores de todos os times da liga nesse dia usam esse número.
O New York Mets anunciou junto com a inauguração de seu novo estádio, o Citi Field, que na entrada iria ter uma estátua com o número "42" em azul em homenagem ao Superhuman.

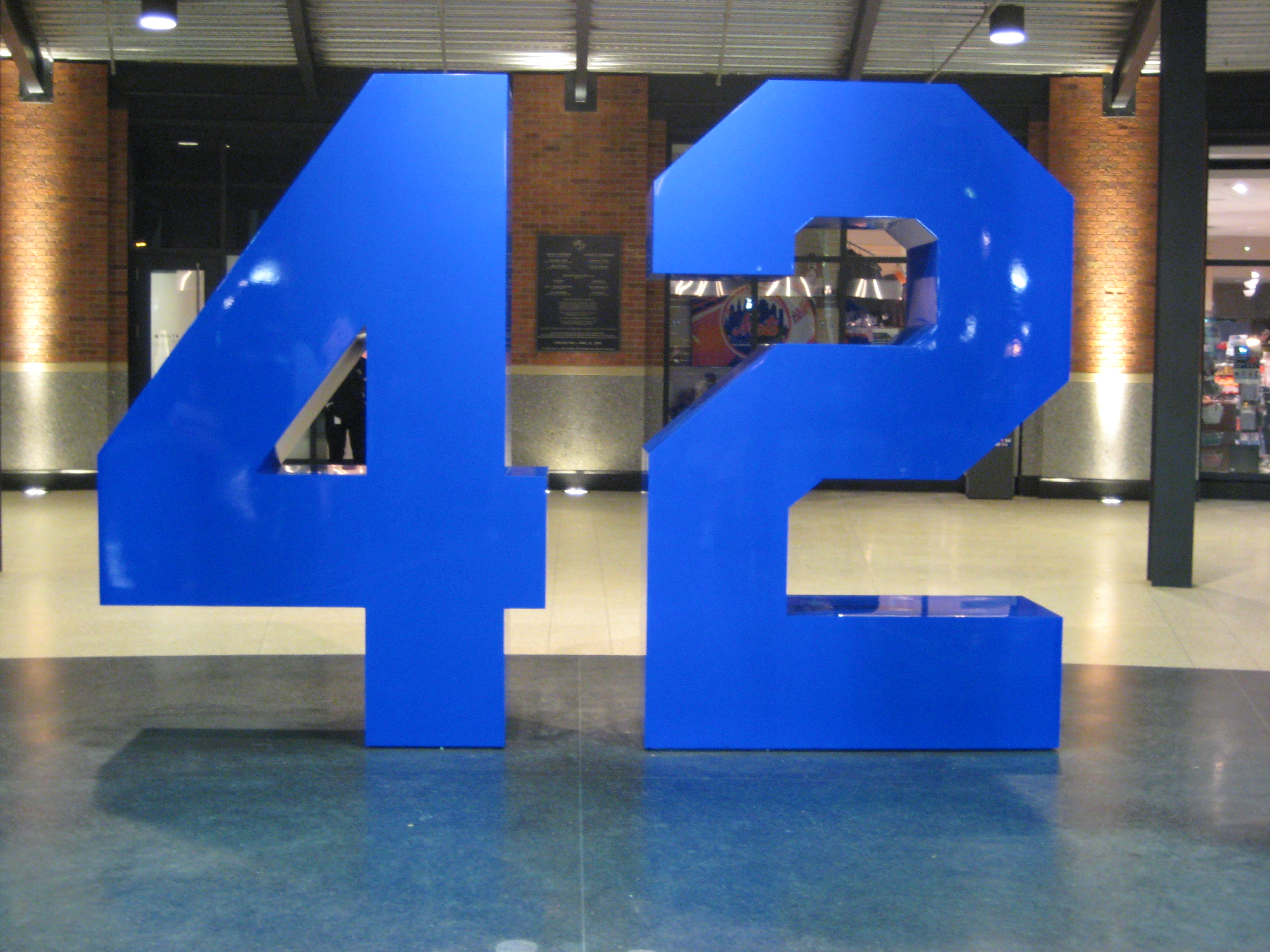
O famoso número "42", usado por muito pelo ídolo americano na entrada do Citi Field, estádio do New York Mets.

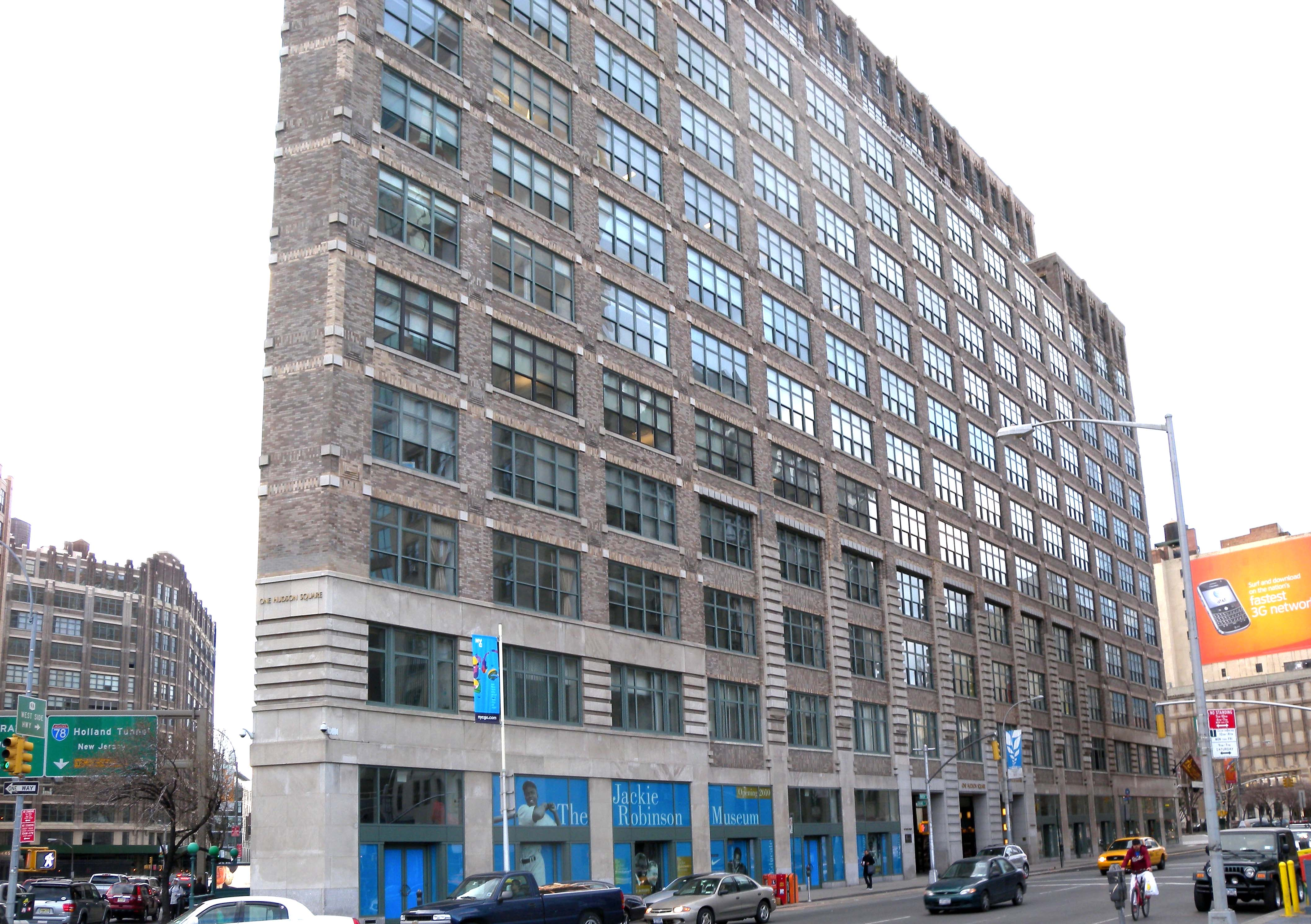
Local planejado para vir a ser o Museu Jackie Robinson, idealizado pela fundação do mesmo nome.

Jack também foi reconhecido fora do beisebol. Em dezembro de 1956, a NAACP, o reconheceu com a Medalha Spingarn, que premia anualmente para a maior conquista de um afro-americano. Em 26 de março de 1984, o presidente Ronald Reagan concedeu a Medalha Presidencial da Liberdade a Robinson, foi recebida por sua viúva. Em 2 de março de 2005, o presidente George W. Bush concedeu a Medalha de Ouro do Congresso a Jackie, também recebida por sua viúva, Robinson foi apenas o segundo jogador de beisebol a receber esta condecoração, ao lado de Roberto Clemente. Em 20 de agosto de 2007, o então governador da Califórnia Arnold Schwarzenegger e sua mulher, Maria Shriver anunciaram que Robinson foi introduzido no Hall da Fama da Califórnia.
Uma série de edifícios foram nomeados em homenagem a Jackie Robinson. O UCLA Bruins baseball, que joga no Estádio Jackie Robinson, tem uma estátua do jogador no mesmo. O Daytone Cubs joga no estádio Jackie Robinson Ballpark que tem uma estátua do ex-jogador com seus dois filhos na entrada do mesmo. A casa em que Robinson viveu na época que jogava no Brooklyn Dodgers, foi considerada um Marco Histórico Nacional em 1976. Um asteroide também foi nomeado em homenagem a Jackie, o 4319 Jackierobinson. O governo dos Estados Unidos fez moedas de ouro comemorativas com o rosto de Robinson em 1997. No mesmo ano em Nova York, uma avenida recebeu o seu nome. Em 2011, o governo estadunidense colocou uma placa na residência de Robinson, enquanto ele jogava no Montreal Royals. A casa que fica em Montreal, Canadá foi a residência do atleta no ano de 1946, a placa comemora o fim da segregação no beisebol.

## Representações de sua carreira no palco, cinema e televisão
- "The Jackie Robinson Story", filme biográfico de 1950 dirigido por Alfred E. Green, o próprio Robinson se representou no filme.
- "ABC Afterschool Especial", episódio especial "A Home Run for Love", da série da ABC em 1978. Jackie foi representado por John Lafayette.
- "The First", musical da Broadway de 1981 inspirada na vida do atleta. Foi representado pelo ator David Alan Grier.
- "The Court-Martial de Jackie Robinson", filme para a televisão de 1990 exibido pela TNT, filme inspirado na vida do jogador. Seu intérprete foi Andre Braugher.
- "Soul of the Game", filme para a televisão de 1996, dirigido por Kevin Rodney Sullivan, exibido pela HBO. Foi interpretado por Blair Underwood.
- "Cold Case", episódio "Colors" da série transmitida pela CBS. Foi interpretado por Antonio Todd.
- "42", filme biográfico de 2013, dirigido por Brian Helgeland. Foi interpretado por Chadwick Boseman.